# (2561) Margolin
(2561) Margolin (1969 TK2; 1931 TO3; 1980 RN; 1982 BD1) ist ein ungefähr zwölf Kilometer großer Asteroid des inneren Hauptgürtels, der am 8. Oktober 1969 von der russischen (damals: Sowjetunion) Astronomin Ljudmila Iwanowna Tschernych am Krim-Observatorium (Zweigstelle Nautschnyj) auf der Halbinsel Krim (IAU-Code 095) entdeckt wurde. Er gehört zur Hertha-Familie, einer Gruppe von Asteroiden, die nach (135) Hertha benannt ist.

## Benennung
(2561) Margolin wurde nach Michail Wladimirowitsch Margolin (1906–1975), einem blinden Designer und Erfinder, benannt.